# Lasioglossum alexandrinum
Lasioglossum alexandrinum är en biart som beskrevs av Ebmer 1995. Lasioglossum alexandrinum ingår i släktet smalbin, och familjen vägbin. Inga underarter finns listade i Catalogue of Life.